# Nekrolog Juli 2011
Nekrolog
◄◄
| ◄
| 2007
| 2008
| 2009
| 2010
| 2011 | 2012 | 2013 | 2014 | 2015 | ► | ►►
Januar |
Februar |
März |
April |
Mai |
Juni |
Juli |
August |
September |
Oktober |
November |
Dezember 2011
Weitere Ereignisse | Allgemeiner Nekrolog 2011
Die Beschreibung der verstorbenen Person sollte so kurz wie möglich gehalten sein und nur deren signifikante Tätigkeit(en) enthalten.
Neue Namen ggf. auch unter dem Geburts- und Sterbedatum, also etwa unter 1. Januar und im Geburts- und Sterbejahr (2024) eintragen (nur bei entsprechender großer Wichtigkeit). Für Beispiele siehe die schon vorhandenen Artikel.
Außerdem über die fünf zuletzt Verstorbenen, zu denen es einen ausreichend guten Artikel für eine Präsentation auf der Hauptseite gibt, nach der todesbedingten Überarbeitung der Artikel ggf. auch unter Wikipedia Diskussion:Hauptseite informieren und sie am besten auch in den anderen Wikipedia-Sprachversionen eintragen. Tipp: Regelmäßig bei news.google.de nach „ist tot“, „gestorben“ oder „verstorben“ suchen.
Wenn eine Person gestorben ist, gibt es viele Seiten zu dieser Person in der Wikipedia, die davon auch betroffen sind und entsprechend aktualisiert werden müssen. Beispiele: Namenübersichtsseite, Geburtsjahr, Geburtsort-Seiten und viele mehr.
Wie finde ich die betroffenen Seiten?
Im Suchfeld auf der linken Seite gibt man den Suchbegriff so ein: „Vorname Nachname“. Dann klickt man auf Volltext und alle Seiten mit entsprechendem Suchtext werden aufgerufen. Hier sieht man dann schnell, wo auch das Todesjahr Sinn macht oder sogar ein Teil des Artikels angepasst werden muss. Auch hilft das „Werkzeug“ auf der linken Seite sehr gut, um solche Seiten aufzufinden: „Links auf diese Seite“. Somit ist die Wikipedia wieder aktuell in allen Bereichen! Hinweis: bei Eintragung der Kategorie „Gestorben JAHR“ wird der Missbrauchsfilter 49 ausgelöst, was jedoch nicht schlimm ist. Siehe: Spezial:Missbrauchsfilter/49
Dies ist eine Liste von im Juli 2011 verstorbenen bekannten Persönlichkeiten. Die Einträge erfolgen innerhalb der einzelnen Daten alphabetisch sortiert. Tiere sind im Nekrolog für Tiere zu finden.

## Juli
| Tag      | Name                                      | Beruf, bekannt als                                                                            | Alter | Beleg  |
| -------- | ----------------------------------------- | --------------------------------------------------------------------------------------------- | ----- | ------ |
| 1. Juli  | Helmut Berninger                          | deutscher Maler, Architekt und Philosoph                                                      | 83    |        |
| 1. Juli  | Edzard Blanke                             | deutscher Politiker                                                                           | 76    |        |
| 1. Juli  | Leslie Brooks                             | US-amerikanische Schauspielerin                                                               | 88    |        |
| 1. Juli  | Willie Fernie                             | schottischer Fußballspieler                                                                   | 82    |        |
| 1. Juli  | Hans-Günter Gierloff-Emden                | deutscher Geograph                                                                            | 88    |        |
| 1. Juli  | Erwin Hinz                                | deutscher Theologe und Hochschullehrer                                                        | 94    |        |
| 1. Juli  | Helmut Hopp                               | deutscher Manager                                                                             | 87    |        |
| 1. Juli  | Marc Jeannerod                            | französischer Neurologe und Neurophysiologe                                                   | 75    |        |
| 1. Juli  | Rudolf Klöti                              | Schweizer Mediziner                                                                           | 85    |        |
| 1. Juli  | John Kuzma                                | US-amerikanischer Musiker                                                                     | 60    |        |
| 1. Juli  | Anne LaBastille                           | US-amerikanische Schriftstellerin                                                             | 75    |        |
| 1. Juli  | Bébé Manga                                | kamerunische Musikerin                                                                        | 60    |        |
| 1. Juli  | Ahmad Mansour                             | iranisch-US-amerikanischer Jazzgitarrist                                                      | 51    |        |
| 1. Juli  | Marcel Molinès                            | französischer Radrennfahrer                                                                   | 82    |        |
| 1. Juli  | Harold Nelson                             | neuseeländischer Langstreckenläufer                                                           | 88    |        |
| 1. Juli  | Kurt Preiß                                | österreichischer Lehrer und Politiker (SPÖ), Abgeordneter zum Nationalrat                     | 81    |        |
| 1. Juli  | Walter Reschny                            | deutscher Unternehmer                                                                         | 80    |        |
| 1. Juli  | Ruth Roberts                              | US-amerikanische Musikerin                                                                    | 84    |        |
| 1. Juli  | Paul Romand                               | französischer Skilangläufer und Biathlet                                                      | 80    |        |
| 1. Juli  | Jean-Louis Rosier                         | französischer Automobilsportler                                                               | 86    |        |
| 1. Juli  | Klaus Tenfelde                            | deutscher Historiker und Sozialwissenschaftler                                                | 67    |        |
| 2. Juli  | Reeve M. Bailey                           | US-amerikanischer Ichthyologe und Hochschullehrer                                             | 100   |        |
| 2. Juli  | Marie-Gérard Dubois                       | französischer römisch-katholischer Geistlicher, Trappist und Abt                              | 81    |        |
| 2. Juli  | Itamar Franco                             | brasilianischer Politiker                                                                     | 81    |        |
| 2. Juli  | Marcel Hastir                             | belgischer Maler und aktiv im belgischen Widerstand                                           | 105   |        |
| 2. Juli  | Juno Irwin                                | US-amerikanische Wasserspringerin                                                             | 82    |        |
| 2. Juli  | Kurt Langendorf                           | deutscher Wirtschaftswissenschaftler                                                          | 90    |        |
| 2. Juli  | Olivera Marković                          | jugoslawisch-serbische Schauspielerin                                                         | 86    |        |
| 2. Juli  | Ross Martin                               | australischer Skilangläufer                                                                   | 68    |        |
| 2. Juli  | Chaturanan Mishra                         | indischer Politiker und Gewerkschaftsfunktionär                                               | 86    |        |
| 2. Juli  | Adolf Müller-Emmert                       | deutscher Politiker                                                                           | 89    |        |
| 2. Juli  | Oliver Napier                             | britischer Politiker                                                                          | 75    |        |
| 2. Juli  | Gustav-Adolf Rathmann                     | deutscher Fußballspieler                                                                      | 79    |        |
| 2. Juli  | Wilfried Reuter                           | deutscher Pfarrer                                                                             | 71    |        |
| 2. Juli  | Saul Roseman                              | US-amerikanischer Biochemiker                                                                 | 90    |        |
| 2. Juli  | Robert Sklar                              | US-amerikanischer Filmhistoriker                                                              | 74    |        |
| 2. Juli  | Norbert Thiel                             | deutscher Balletttänzer                                                                       | 74    |        |
| 2. Juli  | Paul Weeden                               | US-amerikanischer Jazz-Gitarrist                                                              | 88    |        |
| 3. Juli  | Fernando Areán                            | argentinischer Fußballspieler und -trainer                                                    | 69    | [ 1 ]  |
| 3. Juli  | Mario Castro Bergara                      | uruguayischer Dichter                                                                         | 80    |        |
| 3. Juli  | Elisabeth Endres                          | deutsche Malerin                                                                              |       |        |
| 3. Juli  | Hans Hinrich Flöter                       | deutscher Theologe und Pädagoge                                                               | 100   |        |
| 3. Juli  | Francis King                              | britischer Schriftsteller                                                                     | 88    |        |
| 3. Juli  | Anna Massey                               | britische Schauspielerin                                                                      | 73    |        |
| 3. Juli  | Roy Redgrave                              | britischer Generalmajor                                                                       | 85    |        |
| 3. Juli  | Timo Rüggeberg                            | deutscher Schauspieler                                                                        | 21    |        |
| 3. Juli  | Len Sassaman                              | US-amerikanischer Programmierer                                                               | 31    |        |
| 4. Juli  | Șerban Cantacuzino                        | rumänischer Schauspieler                                                                      | 70    |        |
| 4. Juli  | Wolf Frobenius                            | deutscher Musikwissenschaftler                                                                | 71    |        |
| 4. Juli  | Otto von Habsburg                         | deutsch-österreichischer Politiker                                                            | 98    |        |
| 4. Juli  | Maria Kwiatkowsky                         | deutsche Schauspielerin                                                                       | 26    |        |
| 4. Juli  | Pablo McNeil                              | jamaikanischer Leichtathlet und -trainer                                                      | 71    |        |
| 4. Juli  | Christoph Peck                            | deutscher Journalist und Redakteur                                                            | 63    |        |
| 4. Juli  | Roger J. Price                            | US-amerikanischer Generalmajor                                                                | 76    |        |
| 4. Juli  | Jane Scott                                | US-amerikanische Musikjournalistin und -kritikerin                                            | 92    |        |
| 4. Juli  | Holger Sivertsen                          | grönländischer Politiker (Atassut)                                                            | 74    |        |
| 4. Juli  | Gerhard Unger                             | deutscher Opernsänger                                                                         | 94    |        |
| 5. Juli  | Dorin Chiriță                             | rumänischer Politiker                                                                         | 64    |        |
| 5. Juli  | Oswald Döpke                              | deutscher Regisseur und Schauspieler                                                          | 88    |        |
| 5. Juli  | Malcolm Forsyth                           | südafrikanisch-kanadischer Posaunist, Komponist, Dirigent und Musikpädagoge                   | 74    |        |
| 5. Juli  | Simon Frick                               | Schweizer Politiker                                                                           | 97    |        |
| 5. Juli  | Armen Gilliam                             | US-amerikanischer Basketballspieler                                                           | 47    |        |
| 5. Juli  | Dušan Janićijević                         | jugoslawisch-serbischer Schauspieler                                                          | 79    |        |
| 5. Juli  | Frank Krayenbühl                          | Schweizer Architekt                                                                           | 76    |        |
| 5. Juli  | George Lang                               | ungarisch-US-amerikanischer Gastronom                                                         | 86    |        |
| 5. Juli  | Odd Mæhlum                                | norwegischer Speerwerfer                                                                      | 89    |        |
| 5. Juli  | Enrico Manca                              | italienischer Politiker und Journalist                                                        | 79    |        |
| 5. Juli  | Alphonso Mizell                           | US-amerikanischer Musikproduzent                                                              | 68    |        |
| 5. Juli  | Mika Myllylä                              | finnischer Skilangläufer                                                                      | 41    |        |
| 5. Juli  | Olha Parchomenko                          | sowjetische bzw. ukrainische Violinistin und Pädagogin                                        | 83    |        |
| 5. Juli  | Rosemarie Pfluger                         | Schweizer Fernsehmoderatorin und -redakteurin                                                 | 65    |        |
| 5. Juli  | Beverly E. Powell                         | US-amerikanischer Offizier, Generalleutnant der US-Army                                       | 99    |        |
| 5. Juli  | Theodore Roszak                           | US-amerikanischer Sozialkritiker und Schriftsteller                                           | 77    |        |
| 5. Juli  | Herbert Schweiger                         | österreichischer Publizist und Politiker                                                      | 87    |        |
| 5. Juli  | Hanna Segal                               | britische Psychoanalytikerin                                                                  | 92    |        |
| 5. Juli  | Hartmann Stähelin                         | Schweizer Pharmakologe und Mikrobiologe                                                       | 85    |        |
| 5. Juli  | Gordon Tootoosis                          | kanadischer Schauspieler und Aktivist                                                         | 69    |        |
| 5. Juli  | Cy Twombly                                | US-amerikanischer Künstler                                                                    | 83    | [ 2 ]  |
| 5. Juli  | Shinji Wada                               | japanischer Comiczeichner                                                                     | 61    |        |
| 5. Juli  | Zainuddin Muhammad Zain                   | indonesischer Politiker und islamischer Geistlicher                                           | 60    |        |
| 5. Juli  | Meinhart H. Zenk                          | deutscher Biologe                                                                             | 78    |        |
| 6. Juli  | Werner Eisenhut                           | deutscher Klassischer Philologe                                                               | 89    |        |
| 6. Juli  | Heinz Entner                              | deutscher Philologe                                                                           | 78    |        |
| 6. Juli  | Daniel Friedman                           | US-amerikanischer Jurist, Bundesrichter                                                       | 95    |        |
| 6. Juli  | Hubert Grawe                              | deutscher Informatiker                                                                        | 72    |        |
| 6. Juli  | Carly Hibberd                             | australische Radsportlerin                                                                    | 26    |        |
| 6. Juli  | Karl Heinz Hunken                         | deutscher Bauingenieur, Rektor der Universität Stuttgart                                      | 91    |        |
| 6. Juli  | Mani Kaul                                 | indischer Filmregisseur                                                                       | 66    |        |
| 6. Juli  | John Mackey                               | US-amerikanischer American-Football-Spieler                                                   | 69    |        |
| 6. Juli  | Hans Joachim Otto                         | deutscher Basketballfunktionär                                                                | 83    |        |
| 6. Juli  | Oliver Storz                              | deutscher Drehbuchautor, Regisseur und Produzent                                              | 82    |        |
| 6. Juli  | Andreas Waldherr                          | österreichischer Rallyefahrer                                                                 | 43    |        |
| 6. Juli  | Mark Whitehead                            | US-amerikanischer Radsportler                                                                 | 50    |        |
| 7. Juli  | Ricardo Alegría                           | puerto-ricanischer Archäologe und Anthropologe                                                | 90    |        |
| 7. Juli  | Frank Brenchley                           | britischer Diplomat und Autor                                                                 | 93    |        |
| 7. Juli  | Allan W. Eckert                           | US-amerikanischer Schriftsteller                                                              | 80    |        |
| 7. Juli  | Pierre Enckell                            | finnischer Journalist, Romanist, Lexikologe und Lexikograf                                    | 73    |        |
| 7. Juli  | Theodore Lux Feininger                    | deutsch-US-amerikanischer Maler                                                               | 101   |        |
| 7. Juli  | Manuel Galbán                             | kubanischer Musiker                                                                           | 80    |        |
| 7. Juli  | Maria Krasna                              | deutsche Schauspielerin und Hörspielsprecherin                                                | 102   |        |
| 7. Juli  | Hans Kuiper                               | niederländischer Malakologe                                                                   | 96    |        |
| 7. Juli  | Gottlieb Löffelhardt                      | deutscher Unternehmer                                                                         | 76    |        |
| 7. Juli  | Pablo Mandazen Soto                       | spanischer Geistlicher Zoologe und Naturschützer                                              | 98    |        |
| 7. Juli  | José Martínez                             | argentinischer Politiker                                                                      | 48    |        |
| 7. Juli  | Rizalino Navarro                          | philippinischer Politiker                                                                     | 72    |        |
| 7. Juli  | Jean Pacalet                              | französischer Komponist und Musiker                                                           | 60    |        |
| 7. Juli  | Peter J. Peters                           | US-amerikanischer Pastor                                                                      | 64    |        |
| 7. Juli  | Miguel Gatan Purugganan                   | philippinischer Bischof                                                                       | 79    |        |
| 7. Juli  | Thomas Reimer                             | deutscher Journalist                                                                          | 74    |        |
| 7. Juli  | Günter Samtlebe                           | deutscher Politiker                                                                           | 85    |        |
| 7. Juli  | Maria Rita Saulle                         | italienische Verfassungsrichterin                                                             | 75    |        |
| 7. Juli  | Otto Schweda                              | österreichischer Politiker                                                                    | 92    |        |
| 7. Juli  | Josef Suk                                 | tschechischer Violinist                                                                       | 81    |        |
| 7. Juli  | Dick Williams                             | US-amerikanischer Baseballspieler                                                             | 82    |        |
| 7. Juli  | Marek Zvelebil                            | tschechisch-britischer Archäologe                                                             | 59    |        |
| 8. Juli  | Kenny Baker                               | US-amerikanischer Bluegrass-Musiker                                                           | 85    |        |
| 8. Juli  | Joop Bergsma                              | niederländischer Geistlicher und Theologe                                                     | 83    |        |
| 8. Juli  | Billy Blanco                              | brasilianischer Komponist                                                                     | 87    |        |
| 8. Juli  | Roberts Blossom                           | US-amerikanischer Schauspieler                                                                | 87    |        |
| 8. Juli  | William R. Corliss                        | US-amerikanischer Sachbuchautor                                                               | 84    |        |
| 8. Juli  | Aleksis Dreimanis                         | kanadischer Geologe                                                                           | 96    |        |
| 8. Juli  | Hans Heinrich Egger                       | Schweizer Filmeditor                                                                          | 88    |        |
| 8. Juli  | Betty Ford                                | US-amerikanische Präsidentengattin                                                            | 93    |        |
| 8. Juli  | Heinz Jurkat                              | deutscher Vorsitzender des Landesblinden- und Sehbehindertenverein Schleswig-Holstein (BSVSH) | 82    |        |
| 8. Juli  | Gordon Krunnfusz                          | US-amerikanischer Musikpädagoge und Komponist                                                 | 79    |        |
| 8. Juli  | Leo Leonhard                              | deutscher Maler                                                                               | 72    | [ 3 ]  |
| 8. Juli  | Paul Yogi Mayer                           | deutsch-englischer Sportler, Sportjournalist und Pädagoge                                     | 98    |        |
| 8. Juli  | George McAnthony                          | italienischer Countrymusiker                                                                  | 45    | [ 4 ]  |
| 8. Juli  | Adolfo Sánchez Vázquez                    | spanisch-mexikanischer Philosoph                                                              | 95    | [ 5 ]  |
| 8. Juli  | David Shand                               | australischer Bischof                                                                         | 90    |        |
| 8. Juli  | Milan Šipka                               | jugoslawisch-bosnischer Linguist                                                              | 79    |        |
| 8. Juli  | Camille Lembi Zaneli                      | kongolesischer Bischof                                                                        | 61    | [ 6 ]  |
| 9. Juli  | Jorge Lima Barreto                        | portugiesischer Musiker und Komponist                                                         | 63    |        |
| 9. Juli  | Michael Burston                           | britischer Gitarrist                                                                          | 61    |        |
| 9. Juli  | Facundo Cabral                            | argentinischer Sänger und Schriftsteller                                                      | 74    |        |
| 9. Juli  | Jürgen Cziesla                            | deutscher Schauspieler und Hörspielsprecher                                                   | 80    |        |
| 9. Juli  | Elsa Enns                                 | deutsche Malerin                                                                              | 49    |        |
| 9. Juli  | Robert Harsch-Niemeyer                    | deutscher Verleger                                                                            | 79    |        |
| 9. Juli  | Klaus Kirchgässner                        | deutscher Mathematiker                                                                        | 79    |        |
| 9. Juli  | Willi Lucke                               | deutscher Politiker (CSU), MdL Bayern                                                         | 98    |        |
| 9. Juli  | Percy Oliver                              | australischer Schwimmer                                                                       | 92    |        |
| 9. Juli  | Pernambuco do Pandeiro                    | brasilianischer Tamburinspieler                                                               | 87    |        |
| 9. Juli  | Ernst Pfiffner                            | Schweizer Komponist                                                                           | 88    |        |
| 9. Juli  | Adolf Primmer                             | österreichischer Altphilologe                                                                 | 80    |        |
| 9. Juli  | Milan Rýzl                                | tschechischer Parapsychologe                                                                  | 83    |        |
| 9. Juli  | Arvo Salo                                 | finnischer Schriftsteller und Politiker                                                       | 79    |        |
| 9. Juli  | Franca Stoppi                             | italienische Schauspielerin                                                                   | 64    |        |
| 9. Juli  | Hideo Tanaka                              | japanischer Regisseur                                                                         | 74    |        |
| 10. Juli | Pierrette Alarie                          | kanadische Opernsängerin (Sopran) und Gesangspädagogin                                        | 89    |        |
| 10. Juli | Alfonso Bauer Paiz                        | guatemaltekischer Politiker                                                                   | 93    |        |
| 10. Juli | Luis Alfredo Béjar                        | spanischer Schriftsteller                                                                     | 68    |        |
| 10. Juli | Carlos Cuartas                            | kolumbianischer Schachspieler                                                                 | 70    |        |
| 10. Juli | Bruno Garbuglia                           | italienischer Drehbuchautor                                                                   | 58    |        |
| 10. Juli | Roberto Guerrero                          | argentinischer Radrennfahrer                                                                  | 87    |        |
| 10. Juli | Ragnar Lundberg                           | schwedischer Leichtathlet                                                                     | 86    |        |
| 10. Juli | Frank Mascara                             | US-amerikanischer Politiker                                                                   | 81    |        |
| 10. Juli | Roland Petit                              | französischer Choreograph                                                                     | 87    |        |
| 10. Juli | Georg Plasa                               | deutscher Automobilrennfahrer                                                                 | 51    |        |
| 11. Juli | Hans-Georg Arlt                           | deutscher Violinist                                                                           | 84    |        |
| 11. Juli | F. C. Barnes                              | US-amerikanischer Bischof und Gospelsänger                                                    | 82    |        |
| 11. Juli | Hans Günther Bastian                      | deutscher Musikpädagoge                                                                       | 67    |        |
| 11. Juli | Hans-Dietrich Bruhn                       | deutscher Pharmakologe und Hämatologe                                                         | 74    |        |
| 11. Juli | Michael Chevalier                         | deutscher Schauspieler und Synchronsprecher                                                   | 78    |        |
| 11. Juli | Michael Charles Evans                     | britischer Bischof                                                                            | 59    |        |
| 11. Juli | Tom Gehrels                               | niederländisch-US-amerikanischer Astronom                                                     | 86    |        |
| 11. Juli | Alex Hay                                  | britischer Golfkommentator                                                                    | 78    |        |
| 11. Juli | Jiří Hoskovec                             | tschechischer Psychologe                                                                      | 78    |        |
| 11. Juli | Jaroslav Jiřík                            | tschechoslowakischer Eishockeyspieler und -trainer                                            | 71    |        |
| 11. Juli | George Lascelles, 7. Earl of Harewood     | britischer Aristokrat                                                                         | 88    |        |
| 11. Juli | William D. Middleton                      | US-amerikanischer Eisenbahn-Fotograf und -Historiker                                          | 83    |        |
| 11. Juli | Denny Niles                               | US-amerikanischer Schauspieler und Showproduzent                                              | 77    |        |
| 11. Juli | Ray Rottas                                | US-amerikanischer Offizier, Fluglehrer und Politiker                                          | 83    |        |
| 11. Juli | Norbert Tadeusz                           | deutscher Künstler                                                                            | 71    |        |
| 11. Juli | Filoimea Telito                           | tuvaluischer Generalgouverneur                                                                | 66    |        |
| 12. Juli | Walter Boltz                              | deutscher DBD-Funktionär, MdV                                                                 | 81    |        |
| 12. Juli | Helga Diercks-Norden                      | deutsche Journalistin, Frauenrechtlerin und Politikerin (CDU), MdHB                           | 87    |        |
| 12. Juli | Karl-Heinz Ducke                          | deutscher Theologe                                                                            | 69    |        |
| 12. Juli | Gottfried Gruner                          | deutscher Bildhauer                                                                           | 88    |        |
| 12. Juli | Roman Stanisław Ingarden                  | polnischer Physiker                                                                           | 90    |        |
| 12. Juli | Abdul Jabbar Junejo                       | pakistanischer Schriftsteller, Historiker und Musikologe                                      | 75    |        |
| 12. Juli | Simon Jubani                              | albanischer Priester                                                                          | 84    |        |
| 12. Juli | Ahmad Wali Karzai                         | afghanischer Politiker                                                                        | 50    |        |
| 12. Juli | Kurt Lundquist                            | schwedischer Sprinter                                                                         | 85    |        |
| 12. Juli | Walter Mettmann                           | deutscher Romanist, Hispanist, Lusitanist und Mediävist                                       | 84    |        |
| 12. Juli | Peter Newmark                             | britischer Linguist                                                                           | 95    |        |
| 12. Juli | Ulrich Noll                               | deutscher Politiker                                                                           | 65    |        |
| 12. Juli | Charles Asa Schleck                       | US-amerikanischer Erzbischof                                                                  | 86    |        |
| 12. Juli | Werner Schmidt-Hieber                     | deutscher Politiker                                                                           | 66    |        |
| 12. Juli | Sherwood Schwartz                         | US-amerikanischer Fernsehproduzent                                                            | 94    |        |
| 12. Juli | Tatsuo Suzuki                             | japanischer Wadō-Ryū-Karate-Großmeister                                                       | 83    |        |
| 12. Juli | Zdeněk Sýkora                             | tschechischer Maler und Bildhauer                                                             | 91    |        |
| 12. Juli | Francisco Villagrán Kramer                | guatemaltekischer Politiker                                                                   | 84    |        |
| 12. Juli | Klaus Wegmann                             | deutscher Biochemiker                                                                         | 78    |        |
| 13. Juli | François Cahen                            | französischer Fusion- und Jazzpianist und Komponist                                           | 66    |        |
| 13. Juli | Adam Chisvo                               | simbabwischer Musiker                                                                         | 47    |        |
| 13. Juli | Al Debbo                                  | südafrikanischer Comedian und Schauspieler                                                    | 87    |        |
| 13. Juli | Dietrich Ebener                           | deutscher Altphilologe, Autor und Übersetzer                                                  | 91    |        |
| 13. Juli | Cornel Fugaru                             | rumänischer Komponist                                                                         | 70    |        |
| 13. Juli | Donald Grody                              | US-amerikanischer Schauspieler                                                                | 83    |        |
| 13. Juli | Horst Hawemann                            | deutscher Theaterregisseur                                                                    | 71    |        |
| 13. Juli | Wladimir Rodionowitsch Klitschko          | sowjetischer und ukrainischer Militär                                                         | 64    |        |
| 13. Juli | Jerry Ragovoy                             | US-amerikanischer Songwriter und Musikproduzent                                               | 80    |        |
| 13. Juli | Heinz Reincke                             | deutscher Schauspieler                                                                        | 86    | [ 7 ]  |
| 14. Juli | Dekha Ibrahim Abdi                        | kenianische Friedensaktivistin                                                                | 46    |        |
| 14. Juli | Noel A. M. Gayler                         | US-amerikanischer Admiral                                                                     | 96    |        |
| 14. Juli | Poul Godske                               | dänischer Jazzmusiker                                                                         | 82    |        |
| 14. Juli | Otia Iosseliani                           | georgischer Schriftsteller                                                                    | 81    |        |
| 14. Juli | Gerhard Hochmuth                          | deutscher Biomechaniker                                                                       | 83    |        |
| 14. Juli | Leo Kirch                                 | deutscher Medienunternehmer                                                                   | 84    |        |
| 14. Juli | Wladimir Kossinski                        | sowjetischer Schwimmer                                                                        | 66    |        |
| 14. Juli | Hal John Norman                           | US-amerikanischer Schauspieler                                                                | 99    |        |
| 14. Juli | Kennedy Ondiek                            | kenianischer Leichtathlet                                                                     | 44    |        |
| 14. Juli | Antonio Prieto                            | chilenischer Schauspieler und Sänger                                                          | 84    |        |
| 14. Juli | Henri Servant                             | französischer Botschafter                                                                     |       |        |
| 14. Juli | Hans Strauß                               | deutscher Theologe                                                                            | 79    |        |
| 14. Juli | Klaus Wanke                               | deutscher Mediziner                                                                           | 77    |        |
| 15. Juli | Walter Bachmann                           | deutscher Mediziner                                                                           | 91    |        |
| 15. Juli | Manuel Corral                             | spanischer Bischof                                                                            | 76    |        |
| 15. Juli | György András Csanády                     | ungarischer Chemiker und Toxikologe                                                           | 52    |        |
| 15. Juli | Eric Delaney                              | britischer Schlagzeuger und Bandleader                                                        | 87    |        |
| 15. Juli | Manfred Karsubke                          | deutscher Glasmaler                                                                           | 81    |        |
| 15. Juli | John C. Kenefick                          | US-amerikanischer Eisenbahnmanager                                                            | 89    |        |
| 15. Juli | Cornell MacNeil                           | US-amerikanischer Opernsänger                                                                 | 88    |        |
| 15. Juli | Markus Prachensky                         | österreichischer Maler                                                                        | 79    |        |
| 15. Juli | Friedrich Wilhelm Schnitzler              | deutscher Politiker und Manager                                                               | 82    |        |
| 15. Juli | Hans-Joachim vom Stein                    | deutscher Politiker                                                                           | 84    |        |
| 15. Juli | Rolf Strandberg                           | schwedischer Skispringer                                                                      | 73    |        |
| 15. Juli | Richard H. Tedford                        | US-amerikanischer Wirbeltier-Paläontologe                                                     | 82    |        |
| 15. Juli | Googie Withers                            | britische Schauspielerin                                                                      | 94    |        |
| 16. Juli | Bertalan Bicskei                          | ungarischer Fußballspieler und -trainer                                                       | 66    |        |
| 16. Juli | Forrest Blue                              | US-amerikanischer American-Football-Spieler                                                   | 65    |        |
| 16. Juli | John Crook                                | britischer Verhaltensforscher und Buddhismus-Lehrer                                           | 80    |        |
| 16. Juli | Rouhollah Dadashi                         | iranischer Powerlifter                                                                        | 29    |        |
| 16. Juli | Patricia Finnegan                         | US-amerikanische Fernsehproduzentin                                                           | 83    |        |
| 16. Juli | Mariangela Giordano                       | italienische Schauspielerin                                                                   | 73    |        |
| 16. Juli | Robert Hinderling                         | Schweizer Germanist                                                                           | 76    |        |
| 16. Juli | Evert van der Horst                       | niederländischer Fußballspieler                                                               | 80    |        |
| 16. Juli | Albin Małysiak                            | polnischer Bischof                                                                            | 94    |        |
| 16. Juli | Cesare Mazzolari                          | italienischer Bischof                                                                         | 74    | [ 8 ]  |
| 16. Juli | Giulio Rinaldi                            | italienischer Boxer                                                                           | 76    |        |
| 16. Juli | Hans-Otto Weidenbach                      | deutscher Politiker                                                                           | 58    |        |
| 16. Juli | Armin Wessel                              | deutscher Pädiater und Hochschullehrer                                                        | 65    |        |
| 17. Juli | Juan Arza                                 | spanischer Fußballspieler                                                                     | 88    |        |
| 17. Juli | Dionysios Bairaktaris                     | griechischer Bischof                                                                          | 84    |        |
| 17. Juli | Gil Bernal                                | US-amerikanischer Tenorsaxophonist und Sänger                                                 | 80    |        |
| 17. Juli | Juan María Bordaberry                     | uruguayischer Politiker                                                                       | 83    |        |
| 17. Juli | Zdeněk Bouček                             | tschechischer Entomologe und Parasitologe                                                     | 87    |        |
| 17. Juli | Dschan Mohammed Chan                      | afghanischer Politiker                                                                        | ?     |        |
| 17. Juli | Georges Condominas                        | französischer Ethnologe                                                                       | 90    |        |
| 17. Juli | Ernst Degasperi                           | österreichischer Künstler                                                                     | 84    |        |
| 17. Juli | Michael Ehbauer                           | deutscher Arzt und Mundartschriftsteller                                                      | 62    |        |
| 17. Juli | John Kraaijkamp sr.                       | niederländischer Schauspieler und Komiker                                                     | 86    |        |
| 17. Juli | Takaji Mori                               | japanischer Fußballspieler                                                                    | 67    |        |
| 17. Juli | David Ngoombujarra                        | australischer Schauspieler                                                                    | 44    |        |
| 17. Juli | Ștefan Sameș                              | rumänischer Fußballspieler                                                                    | 59    |        |
| 17. Juli | Taiji Sawada                              | japanischer Musiker                                                                           | 45    |        |
| 17. Juli | Hans Christoph von Seherr-Thoss           | deutscher Archivar, Autohistoriker und Journalist                                             | 92    |        |
| 17. Juli | Hawe Schneider                            | deutscher Jazzmusiker                                                                         | 81    |        |
| 17. Juli | Karin Sulimma                             | österreichische Künstlerin                                                                    | 48    |        |
| 17. Juli | Alex Steinweiss                           | US-amerikanischer Grafikdesigner                                                              | 94    |        |
| 17. Juli | Joe Lee Wilson                            | US-amerikanischer Jazzsänger                                                                  | 75    |        |
| 17. Juli | Roy Winkelmann                            | US-amerikanischer Rennfahrer und -teambesitzer                                                | 81    |        |
| 17. Juli | Andrzej Woszczyk                          | polnischer Astronom                                                                           | 76    |        |
| 18. Juli | Sid Cooper                                | US-amerikanischer Jazzmusiker                                                                 | 92    |        |
| 18. Juli | Julia Costa                               | deutsche Schauspielerin                                                                       | 85    |        |
| 18. Juli | Ali Filibeli                              | türkischer Fußballspieler                                                                     | 66    |        |
| 18. Juli | Bhagwan Das Garga                         | indischer Filmhistoriker und Dokumentarfilmer                                                 | 86    |        |
| 18. Juli | Sean Hoare                                | britischer Journalist                                                                         | 47/48 |        |
| 18. Juli | E. A. J. Honigmann                        | britischer Literaturwissenschaftler                                                           | 83    |        |
| 18. Juli | Osvaldo Lacerda                           | brasilianischer Komponist und Musikpädagoge                                                   | 84    |        |
| 18. Juli | Magnus Malan                              | südafrikanischer Politiker                                                                    | 81    |        |
| 18. Juli | Jonathan Onyemelukwe                      | nigerianischer Bischof                                                                        | 81    |        |
| 18. Juli | Edson Stroll                              | US-amerikanischer Schauspieler                                                                | 82    |        |
| 18. Juli | Gerhard Wagner                            | deutscher Schriftsteller                                                                      | 61    |        |
| 18. Juli | Ludvik Zajc                               | jugoslawisch-norwegischer Skispringer und -trainer                                            | 68    |        |
| 19. Juli | Boris Biancheri                           | italienischer Diplomat und Autor                                                              | 80    |        |
| 19. Juli | Franz Bummerl                             | deutscher Musiker, Komponist und Arrangeur                                                    | 84    |        |
| 19. Juli | Sheila Burrell                            | britische Schauspielerin                                                                      | 89    |        |
| 19. Juli | Karen Chatschaturjan                      | russischer Komponist                                                                          | 90    |        |
| 19. Juli | Herbert Danler                            | österreichischer akademischer Maler                                                           | 82    |        |
| 19. Juli | William Leonard D’Mello                   | indischer Bischof                                                                             | 80    |        |
| 19. Juli | Remo Gaspari                              | italienischer Politiker                                                                       | 90    |        |
| 19. Juli | Lil Greenwood                             | US-amerikanische Sängerin                                                                     | 86    |        |
| 19. Juli | Yoshio Harada                             | japanischer Schauspieler                                                                      | 71    | [ 9 ]  |
| 19. Juli | Jens Pauli Heinesen                       | färöischer Schriftsteller                                                                     | 78    |        |
| 19. Juli | Heinrich Johannpötter                     | brasilianischer Bischof                                                                       | 78    |        |
| 19. Juli | Jacques Jouanneau                         | französischer Schauspieler                                                                    | 84    |        |
| 19. Juli | Serena Michelotti                         | italienische Schauspielerin                                                                   | 76    |        |
| 19. Juli | John Lewis Moll                           | US-amerikanischer Elektroingenieur                                                            | 89    |        |
| 19. Juli | Pierre Jonquères d’Oriola                 | französischer Springreiter                                                                    | 91    |        |
| 19. Juli | Peter Ostermann                           | grönländischer Politiker (Atassut) und Polizist                                               | 72    |        |
| 19. Juli | Julian Oswald                             | britischer Flottenadmiral                                                                     | 77    |        |
| 19. Juli | Elvira Reitze                             | deutsche Schriftstellerin                                                                     | 86    |        |
| 19. Juli | John Togo                                 | nigerianischer Rebellenführer                                                                 |       |        |
| 19. Juli | Ruben Ernest Weltsch                      | US-amerikanischer Historiker                                                                  | 90    |        |
| 20. Juli | Tinatin Assatiani                         | georgisch-armenische Physikerin und Hochschullehrerin                                         | 93    |        |
| 20. Juli | Ashleigh Connor                           | australische Fußballspielerin                                                                 | 21    |        |
| 20. Juli | Abdelaziz Ferrah                          | französisch-algerischer Schriftsteller                                                        | 72    |        |
| 20. Juli | Gisela Fiori                              | deutsche Schauspielerin und Tanzpädagogin                                                     | 70    |        |
| 20. Juli | Hans-Werner Hunziker                      | Schweizer Psychologe und Lernentwickler                                                       | 77    |        |
| 20. Juli | Hilmi Kiremitçi                           | türkischer Fußballspieler und -trainer                                                        | 77    |        |
| 20. Juli | Lucian Freud                              | britischer Maler                                                                              | 88    |        |
| 20. Juli | Klaus Grözinger                           | deutscher Grafikdesigner                                                                      | 88    |        |
| 20. Juli | Don Jowett                                | neuseeländischer Sprinter                                                                     | 80    |        |
| 20. Juli | Manfila Kanté                             | guineischer Gitarrist, Arrangeur und Komponist                                                | 65    |        |
| 20. Juli | Whetu Tirikatene-Sullivan                 | neuseeländische Politikerin                                                                   | 79    |        |
| 21. Juli | Franz Alt                                 | österreichisch-US-amerikanischer Mathematiker                                                 | 100   |        |
| 21. Juli | Clément Cailleau                          | französischer Geistlicher                                                                     | 87    |        |
| 21. Juli | Robert Dundas, 9. Viscount Melville       | britischer Politiker (Conservative Party), Soldat und Peer                                    | 74    |        |
| 21. Juli | Ana María Fontán                          | argentinische Sprinterin                                                                      | 83    |        |
| 21. Juli | Elliot Handler                            | US-amerikanischer Unternehmer                                                                 | 95    |        |
| 21. Juli | Benno Jünemann                            | deutscher Komponist                                                                           | 87    |        |
| 21. Juli | Pedro Meurice                             | kubanischer Erzbischof                                                                        | 79    |        |
| 21. Juli | Slavomir Miklovš                          | kroatischer Bischof                                                                           | 77    | [ 10 ] |
| 21. Juli | Herbert Nußbaum                           | deutscher Schauspieler                                                                        | 82    |        |
| 21. Juli | Bruce Sundlun                             | US-amerikanischer Politiker                                                                   | 91    |        |
| 21. Juli | Kazimierz Świątek                         | belarussischer Kardinal                                                                       | 96    |        |
| 21. Juli | Klaus Wagner                              | deutscher Theaterschauspieler, Regisseur und Intendant                                        | 81    |        |
| 21. Juli | Wang Daheng                               | chinesischer Physiker                                                                         | 96    |        |
| 21. Juli | Jewgeni Iwanowitsch Lopatin               | sowjetischer Gewichtheber                                                                     | 93    |        |
| 22. Juli | Ismail Haj Ahmed                          | norwegischer Sänger und Tänzer                                                                | 20    |        |
| 22. Juli | Tom Aldredge                              | US-amerikanischer Schauspieler                                                                | 83    |        |
| 22. Juli | Linda Christian                           | US-amerikanisch-mexikanische Schauspielerin                                                   | 87    |        |
| 22. Juli | Tore Eikeland                             | norwegischer Politiker                                                                        | 21    |        |
| 22. Juli | Leila Esfandiari                          | iranische Bergsteigerin und Höhlenforscherin                                                  | 40    |        |
| 22. Juli | Ludwig Hempel                             | deutscher Geograph                                                                            | 89    |        |
| 22. Juli | Wolodymyr Krawez                          | ukrainischer Diplomat und Politiker, Außenminister der Ukraine (1984–1990)                    | 81    |        |
| 22. Juli | Wolfram Thiem                             | deutscher Ruderer                                                                             | 55    |        |
| 22. Juli | Cees de Wolf                              | niederländischer Fußballspieler                                                               | 65    |        |
| 23. Juli | Toyoo Ashida                              | japanischer Regisseur und Character-Designer                                                  | 67    |        |
| 23. Juli | Rachel Beckwith                           | US-amerikanisches Unfallopfer                                                                 | 9     |        |
| 23. Juli | John Blandy                               | britischer Mediziner                                                                          | 83    |        |
| 23. Juli | Terence Boston, Baron Boston of Faversham | britischer Politiker                                                                          | 81    |        |
| 23. Juli | Don C. DeJongh                            | US-amerikanischer Chemiker                                                                    | 74    |        |
| 23. Juli | Robert Ettinger                           | US-amerikanischer Physiker                                                                    | 92    |        |
| 23. Juli | Ina van Faassen                           | niederländische Schauspielerin                                                                | 82    |        |
| 23. Juli | Georg Friedel                             | deutscher Journalist                                                                          | 91    |        |
| 23. Juli | Gatluak Gai                               | südsudanesischer Rebellenführer                                                               | 50    |        |
| 23. Juli | Marc Hannibal                             | US-amerikanischer Basketballspieler und Schauspieler                                          | 80    |        |
| 23. Juli | Alfred Hartlieb von Wallthor              | deutscher Historiker                                                                          | 90    |        |
| 23. Juli | Carl Robert Helg                          | Schweizer Musiker                                                                             | 55    | [ 11 ] |
| 23. Juli | Heinz E. Hirscher                         | deutscher Künstler                                                                            | 84    |        |
| 23. Juli | Johnny Hoes                               | niederländischer Musiker                                                                      | 94    |        |
| 23. Juli | Marinko Kelečević                         | bosnischer Handballspieler                                                                    | 25    |        |
| 23. Juli | Elliott Kozak                             | US-amerikanischer Fernsehproduzent                                                            | 80    |        |
| 23. Juli | Fran Landesman                            | US-amerikanische Liedtexterin                                                                 | 83    |        |
| 23. Juli | Robert W. Mattheis                        | US-amerikanischer Bischof                                                                     | 75    |        |
| 23. Juli | Christopher Mayer                         | US-amerikanischer Schauspieler                                                                | 57    |        |
| 23. Juli | Conrad Meyer                              | britischer Bischof                                                                            | 89    |        |
| 23. Juli | Wolfgang Milde                            | deutscher Handschriftenwissenschaftler und Bibliotheksdirektor                                | 77    | [ 12 ] |
| 23. Juli | Jonny Moser                               | österreichischer Historiker und Widerstandskämpfer                                            | 85    |        |
| 23. Juli | Nguyễn Cao Kỳ                             | vietnamesischer Politiker und Militär                                                         | 80    |        |
| 23. Juli | Dariusch Rezaie                           | iranischer Atomwissenschaftler                                                                | 35    |        |
| 23. Juli | John M. Shalikashvili                     | US-amerikanischer General                                                                     | 75    |        |
| 23. Juli | Galina Smirnowa                           | sowjetisch-russische Prähistorikerin                                                          | 82    |        |
| 23. Juli | Oskar Stürzinger                          | Schweizer Maschineningenieur und Spezialist für Kryptografie                                  | 90    |        |
| 23. Juli | Juan Vernet                               | spanischer Wissenschaftshistoriker                                                            | 87    |        |
| 23. Juli | Amy Winehouse                             | britische Sängerin                                                                            | 27    |        |
| 24. Juli | Frank Dietrich                            | deutscher Politiker                                                                           | 45    |        |
| 24. Juli | Max Gögler                                | deutscher Politiker                                                                           | 79    |        |
| 24. Juli | Sylvia Harris                             | US-amerikanische Grafikdesignerin und Kunsterzieherin                                         | 58    |        |
| 24. Juli | Harald Johnsen                            | norwegischer Jazzbassist                                                                      | 41    |        |
| 24. Juli | Maria Lúcia Lepecki                       | brasilianische Literaturwissenschaftlerin                                                     | 71    |        |
| 24. Juli | Paul Marchand                             | kanadischer Bischof                                                                           | 74    |        |
| 24. Juli | Virgilio Noè                              | italienischer Kardinal                                                                        | 89    | [ 13 ] |
| 24. Juli | Dan Peek                                  | US-amerikanischer Musiker                                                                     | 60    | [ 14 ] |
| 24. Juli | David Servan-Schreiber                    | französischer Psychologe                                                                      | 50    |        |
| 24. Juli | G. D. Spradlin                            | US-amerikanischer Schauspieler                                                                | 90    |        |
| 24. Juli | Gerhard Stamm                             | deutscher Bibliothekar                                                                        | 77    |        |
| 24. Juli | Egmont Wildhirt                           | deutscher Arzt                                                                                | 87    |        |
| 24. Juli | Hans-Werner Wohlers                       | deutscher Boxer                                                                               | 77    |        |
| 25. Juli | Michael Cacoyannis                        | griechischer Filmregisseur                                                                    | 89    |        |
| 25. Juli | Luciano Ciancola                          | italienischer Radrennfahrer                                                                   | 81    |        |
| 25. Juli | Hans Alfred Frei                          | Schweizer christkatholischer Theologe                                                         | 88    |        |
| 25. Juli | Gerhard Kapl                              | österreichischer Fußballschiedsrichter und -funktionär                                        | 64    |        |
| 25. Juli | Stephan Louis                             | deutscher Unternehmer                                                                         | 57    |        |
| 25. Juli | Anton Moeliono                            | indonesischer Sprachwissenschaftler                                                           | 82    |        |
| 25. Juli | Jeret Peterson                            | US-amerikanischer Skisportler                                                                 | 29    |        |
| 25. Juli | Rudolf Pichler                            | österreichischer Fußballspieler                                                               | 80    |        |
| 25. Juli | Paul Alfred Rapp                          | deutscher Diplom-Volkswirt, Kommunalpolitiker und Katholik                                    | 78    |        |
| 25. Juli | Ravichandran                              | indischer Schauspieler                                                                        | 71    |        |
| 25. Juli | Werner Rother                             | deutscher Jurist                                                                              | 95    |        |
| 25. Juli | Ulrich Schießl                            | deutscher Kunsthistoriker                                                                     | 62/63 |        |
| 25. Juli | Alfred Schulz                             | deutscher Politiker                                                                           | 82    | [ 15 ] |
| 25. Juli | David Somerville                          | kanadischer Bischof                                                                           | 95    |        |
| 25. Juli | Gustave Tiffoche                          | französischer Maler und Kunsttöpfer                                                           | 81    |        |
| 26. Juli | Joe Arroyo                                | kolumbianischer Sänger                                                                        | 55    |        |
| 26. Juli | Jacques Fatton                            | Schweizer Fußballspieler                                                                      | 85    |        |
| 26. Juli | Frank Foster                              | US-amerikanischer Jazzmusiker                                                                 | 82    |        |
| 26. Juli | Harro Hess                                | deutscher Geologe, Autor und Wissenschaftsjournalist                                          | 76    | [ 16 ] |
| 26. Juli | Jürg Jäggi                                | Schweizer Eishockeytorwart                                                                    | 64    |        |
| 26. Juli | Sakyō Komatsu                             | japanischer Science-Fiction-Schriftsteller                                                    | 80    |        |
| 26. Juli | Georges Kwaïter                           | libanesischer Erzbischof                                                                      | 83    |        |
| 26. Juli | Karl-Heinrich Langspecht                  | deutscher Politiker                                                                           | 60    |        |
| 26. Juli | Theodor Mahlmann                          | deutscher Theologe                                                                            | 79    |        |
| 26. Juli | Silvio Narizzano                          | kanadischer Regisseur                                                                         | 84    |        |
| 26. Juli | Margaret Olley                            | australische Malerin                                                                          | 88    |        |
| 26. Juli | Luis Ruiz Suárez                          | spanischer Jesuit                                                                             | 97    |        |
| 26. Juli | Otto Schmittner                           | deutscher Ringer                                                                              | 77    |        |
| 26. Juli | Tim Smooth                                | US-amerikanischer Hip-Hop Musiker                                                             | 39    |        |
| 26. Juli | Erika Wagner                              | deutsche Politikerin                                                                          | 77    |        |
| 26. Juli | Karl Wald                                 | deutscher Fußballschiedsrichter                                                               | 95    |        |
| 27. Juli | Rudolf Baláž                              | slowakischer Bischof                                                                          | 70    |        |
| 27. Juli | Jean-Louis Fraysse                        | Science-Fiction, politische Romane und Jugendliteratur                                        | 64    |        |
| 27. Juli | Ghulam Haider Hamidi                      | afghanischer Politiker                                                                        | 63    |        |
| 27. Juli | Hideki Irabu                              | japanischer Baseballspieler                                                                   | 42    |        |
| 27. Juli | Emilie Jäger                              | österreichisch-schweizerische Geologin                                                        | 85    |        |
| 27. Juli | Ágota Kristóf                             | ungarisch-schweizerische Schriftstellerin                                                     | 75    |        |
| 27. Juli | Jerome Liebling                           | US-amerikanischer Fotograf, Filmemacher und Hochschullehrer                                   | 87    |        |
| 27. Juli | Polly Platt                               | US-amerikanische Produktions- und Kostümdesignerin                                            | 72    |        |
| 27. Juli | Richard Rutt                              | britischer Bischof                                                                            | 85    |        |
| 27. Juli | Pietro Sambi                              | italienischer Erzbischof und vatikanischer Diplomat                                           | 73    |        |
| 27. Juli | Jörg-Olaf Schäfers                        | deutscher Blogger und Netzaktivist                                                            | 38    |        |
| 27. Juli | Paul Schärer                              | Schweizer Unternehmer                                                                         | 78    |        |
| 27. Juli | William Schönland                         | deutsch-niederländischer Filmkaufmann                                                         | 95    |        |
| 27. Juli | Werner Sewing                             | deutscher Architekturtheoretiker                                                              | 60    |        |
| 27. Juli | Francis John Spence                       | kanadischer Erzbischof                                                                        | 85    |        |
| 27. Juli | John Stott                                | britischer Theologe                                                                           | 90    |        |
| 27. Juli | Monika Wiskandt                           | deutsche Tischtennisspielerin                                                                 | 75    |        |
| 27. Juli | Hilary Evans                              | britischer Bildarchivar, Parapsychologe und Autor                                             | 82    |        |
| 28. Juli | Bernd Clüver                              | deutscher Schlagersänger                                                                      | 63    |        |
| 28. Juli | Franz Deutsch                             | österreichischer Radrennfahrer                                                                | 82    |        |
| 28. Juli | Dieter Kern                               | deutscher Rennfahrer                                                                          | 73    |        |
| 28. Juli | Garun Kurbanow                            | dagestanischer Politiker                                                                      | 49    |        |
| 28. Juli | David Legrant                             | US-amerikanischer Schauspiellehrer                                                            | 87    |        |
| 28. Juli | Heinrich-Wolfgang Leopoldt                | deutscher Mathematiker                                                                        | 83    |        |
| 28. Juli | John H. Marburger                         | amerikanischer Physiker und Hochschullehrer                                                   | 70    |        |
| 28. Juli | Dimitar Paniza                            | bulgarischer Autor und Dissident                                                              | 80    |        |
| 28. Juli | Karl-Heinz Schäfer                        | deutscher Bauingenieur und Bauunternehmer                                                     | 77    |        |
| 28. Juli | Eric Stein                                | US-amerikanischer Rechtswissenschaftler                                                       | 98    |        |
| 28. Juli | Christopher Walkden                       | britischer Schwimmer                                                                          | 73    |        |
| 28. Juli | Gudrun Irene Widmann                      | deutsche Malerin und Zeichnerin                                                               | 91    |        |
| 28. Juli | John Milton Yinger                        | US-amerikanischer Soziologe                                                                   | 95    |        |
| 28. Juli | Abdel Fattah Yunis                        | libyscher Rebellenführer                                                                      | 66/67 |        |
| 29. Juli | Elazar Abuhatzeira                        | israelischer Rabbiner                                                                         |       |        |
| 29. Juli | Jack Barlow                               | US-amerikanischer Country-Sänger                                                              | 87    |        |
| 29. Juli | Hans Hörmann                              | deutscher Politiker                                                                           | 84    |        |
| 29. Juli | Claude Laydu                              | belgisch-schweizerischer Schauspielerin bei Bühne, Film und Fernsehen                         | 84    |        |
| 29. Juli | Richard Marsh, Baron Marsh                | britischer Politiker                                                                          | 83    |        |
| 29. Juli | Nella Martinetti                          | Schweizer Sängerin                                                                            | 65    |        |
| 29. Juli | Gene McDaniels                            | US-amerikanischer Sänger und Songwriter                                                       | 76    |        |
| 29. Juli | Zaccaria Giovanni Savoretti               | san-marinesischer Politiker                                                                   | ≈91   |        |
| 29. Juli | Elisabeth Schwarz                         | deutsche Redakteurin                                                                          | 85    |        |
| 29. Juli | Eric Smith                                | britischer Diplomat                                                                           | 89    |        |
| 29. Juli | Takeshi Miyaji                            | japanischer Videospieldesigner                                                                | 45    |        |
| 29. Juli | Fritz Seiler                              | deutscher Fußballschiedsrichter                                                               | 83    |        |
| 29. Juli | Guido Tessari                             | italienischer Eishockeyspieler                                                                | 53    |        |
| 29. Juli | Agnes Varis                               | US-amerikanische Industrielle und Mäzenin                                                     | 81    |        |
| 30. Juli | Hikmat Abu Zayd                           | ägyptische Politikerin                                                                        | 89?   |        |
| 30. Juli | James Atkinson                            | britischer Theologe                                                                           | 97    |        |
| 30. Juli | Mario Echandi Jiménez                     | costa-ricanischer Politiker                                                                   | 96    |        |
| 30. Juli | Vincent Kympat                            | indischer Bischof                                                                             | 64    |        |
| 30. Juli | Sam Norkin                                | US-amerikanischer Karikaturist                                                                | 94    |        |
| 30. Juli | László Romics                             | ungarischer Mediziner                                                                         | 74    |        |
| 30. Juli | Daniel D. McCracken                       | US-amerikanischer Informatiker                                                                | 81    |        |
| 30. Juli | Afra Bianchin Scarpa                      | italienische Architektin und Designerin                                                       | 74    |        |
| 30. Juli | Peter Ulrich                              | deutscher Politiker                                                                           | 83    |        |
| 30. Juli | Jürgen Zinnecker                          | deutscher Sozialpädagoge                                                                      | 70    |        |
| 31. Juli | Eliseo Alberto                            | kubanischer Schriftsteller                                                                    | 59    |        |
| 31. Juli | Hans-Werner Altmann                       | deutscher Mediziner                                                                           | 95    |        |
| 31. Juli | Richard Bond                              | britischer Autorennfahrer                                                                     | 71    |        |
| 31. Juli | Rudolf Distelberger                       | österreichischer Kunsthistoriker                                                              | 74    |        |
| 31. Juli | Erika Greber                              | deutsche Literaturwissenschaftlerin                                                           | 58    |        |
| 31. Juli | Clyde Holding                             | australischer Politiker                                                                       | 80    |        |
| 31. Juli | John Hoyland                              | britischer Maler                                                                              | 76    |        |
| 31. Juli | Martin Humer                              | österreichischer Fotograf und Aktivist                                                        | 85    |        |
| 31. Juli | Fredrik Jensen                            | norwegischer Soldat                                                                           | 90    |        |
| 31. Juli | Jan Jongepier                             | niederländischer Organist                                                                     | 70    |        |
| 31. Juli | Heinrich Klein                            | deutscher Erfinder                                                                            | 92    |        |
| 31. Juli | Kenʾichi Nakayama                         | japanischer Rechtswissenschaftler                                                             | 84    |        |
| 31. Juli | Joseph Albert Rosario                     | indischer Bischof                                                                             | 96    |        |
| 31. Juli | Binka Scheljaskowa                        | bulgarische Filmregisseurin                                                                   | 88    |        |
| 31. Juli | Carl Steven                               | US-amerikanischer Kinderdarsteller                                                            | 36    |        |
| 31. Juli | Ljubiša Stojanović                        | serbischer Sänger                                                                             | 59    |        |
| 31. Juli | Jerzy Szotmiller                          | polnischer Bischof                                                                            | 78    |        |